# Gran Enciclopedia de la Región Valenciana
La Gran Enciclopèdia de la Regió Valenciana és una enciclopèdia temàtica en castellà centrada en el País Valencià. Va ser publicada en 1973 per Mas-Ivars Editores i es compon de 12 toms, enquadernats en tapa dura, amb unes 300 pàgines per tom i il·lustrada en color.El redactor en cap va ser Francesc Pérez Moragon.